# Вахид Хашемян
Вахид Хашемян е ирански футболист, роден на 21 юли 1976 г. в Техеран.
Започва своята професионална футболна кариера в отбора на ПАС „Техеран“ през 1997. Вследствие на отличното си представяне в иранското футболно първенство Хашемян е забелязан от съгледвачи на германския „Хамбургер ШФ“. След проведени преговори между двата клуба през 1999 Хашемян пристига в Германия, за да играе в „Хамбургер“, където остава до 2001 г.
През същата година нападателят е продаден на друг германски клуб – „Бохум“. В него Хашемян изиграва 87 мача, в които отбелязва 34 гола. По време на сезон 2004/2005, който се оказва последен за Хашемян в редиците на „Бохум“, младият играч помага на отбора да се класира пети в окончателното класиране на Бундеслигата, което автоматически носи право на участие на отбора в турнира за Купата на УЕФА.
След отличното представяне на Хашемян в „Бохум“ играчът получава оферта от първенеца „Байерн“ (Мюнхен), който плаща 2 млн. евро, за да притежава талантливия нападател. Той среща сериозна конкуренция в баварския гранд със световноизвестни играчи от калибъра на Рой Маккай и Роке Санта Круз за титулярното място. След неуспешен сезон в „Байерн“ преминава в отбора на Хановер, откъдето се връща в първия си клуб, за който играе в чужбина – „Бохум“.
За националния отбор на Иран дебютира на 1 декември 1998 в приятелски мач срещу Казахстан. Участва на Световното първенство по футбол, провело се в Германия през 2006 г., с националната фланелка на иранския национален отбор.